# Unió de Treballadors Cristians de Finlàndia
La Unió de Treballadors Cristians de Finlàndia (en finès Suomen Kristillisen Työväen Liitto; SKrTL) va ser un partit socialista cristià de Finlàndia, liderat per l'obrer industrial Antti Kaarne fins al 1918.

## Història
El socialisme cristià, que va sorgir com a contrapès al marxisme ateu, va arribar a Finlàndia ja a finals del segle XIX, quan Martti Ruuth en particular va intentar difondre'l. La idea només va guanyar popularitat en l'atmosfera social alliberada per la gran vaga de 1905, quan el sentiment antireligiós dels socialdemòcrates va créixer i l'església va sentir que la seva pròpia posició estava amenaçada. Els sacerdots luterans de mentalitat burgesa van començar a establir associacions de treballadors cristians en diferents parts del país per tal d'atreure els "treballadors religiosos" que consideraven majoria. La primera associació de treballadors cristians es va establir a Tampere el 1905, però ràpidament es van crear multitud arreu del país. L'any següent es va decidir agrupar els 26 grups en una sola Unió, arran de la vaga general de 1905. El lema del partit era "sobre la base de la fe cristiana, alliberar el nostre poble de l'opressió del capital".
En els primers anys del partit, dues tendències diferents es disputaven el control; una tendència més conservadora dominada pels sacerdots (com Erkki Kaila i Aleksi Lehtonen, que més tard es van convertir en arquebisbes) que esperaven que el partit els permetés guanyar aliats en la lluita contra l'ateisme, i una tendència de línia obrerista liderada per Antti Kaarne que buscava implementar reformes socials sobre la base dels principis cristians. Aviat, però, la facció basada en el clergat va quedar marginada en la competència per l'orientació del partit.
El problema del moviment eren les contradiccions del seu programa. Aquest, aprovat pel primer congrés celebrat a Tampere a la primavera de 1906, era principalment una còpia de l'anomenat Programa Forssa que el SDP havia aprovat tres anys abans, excepte pel seu contingut antireligiós. Tanmateix, el clergat del partit es va oposar a les característiques socialistes del programa i va emfatitzar la propietat privada. També es va afegir una clàusula segons la qual el partit s'esforça per alliberar el poble tant del "poder opressor del capital" com de les "cosmovisions que menyspreen el cristianisme". Al segon congrés celebrat a Turku el 1907, la Unió es va convertir oficialment en partit. En aquest any es presentaria per primera vegada a les eleccions legislatives, obtenint dos escons a l'Eduskunta, Kaarne i Matti Helenius-Seppälä.
Al mateix temps, la seva línia es va tornar més clara i dura, cosa que va fer que alguns clergues abandonessin el moviment. L'any següent, es va adoptar una declaració de principis, en què es va trobar que el sistema social imperant era poc cristià i es va emfatitzar la consciència de classe. Com a resultat de la declaració, els representants del clergat van abandonar de nou el partit, però en conseqüència, el suport a les eleccions parlamentàries va augmentar. L'àrea d'influència de la Federació es va limitar al sud-oest de Finlàndia i a les regions de Hèlsinki i Tampere. Tots els seus membres del parlament provenien dels dos districtes electorals dels comtats de Turku i Pori.
Mentre el president Kaarnee complia amb les seves funcions com a membre del parlament i viatjava pel país, va sorgir una oposició antisocialista interna a Turku, la ciutat natal del partit, liderada pel pastor Aleksi Lehtonen, que va aconseguir una forta influència en l'òrgan d'expressió del partit, Tähti. Alhora, el vicepresident del partit Vihantola, que tot i haver pertangut a la línia obrera ara donava suport a un nou moviment luterà més conservador, va arrossegar a tot un sector per a apropar-se al Partit Finlandès. Tot i ser derrotat al Congrés de 1911, declarat com a traïdor i destituït del seu càrrec, els conflictes interns van afectar la popularitat del partit i el seu suport va començar a disminuir. Les disputes van culminar en el cisma que va sorgir el 1913 sobre les aliances electorals, any en el que va perdre la seva representació al Parlament. Kaarne va donar suport a l'acompliment independent del moviment i només estava disposat a formar aliances electorals amb els socialdemòcrates. En un parell de districtes, però, es va fer una aliança amb partits burgesos pel seu compte, cosa que va comportar la pèrdua de l'escó parlamentari a la circumscripció sud de Turku i la seva transferència als burgesos de l'aliança electoral. Com a resultat, es va afegir una clàusula a les normes del partit, segons la qual aquells que actuïn en contra de les decisions seran destituïts en el futur. Un cop superada la crisi van retornar al Parlament amb un sol escó a les eleccions de 1916, tot i que el van tornar a perdre al 1917.
Quan va esclatar la guerra civil al 1918, el KrTL es va declarar neutral i va prohibir als seus membres unir-se a les a les forces armades de qualsevol dels dos bàndols, sota amenaça d'expulsió. A la pràctica, però, el moviment simpatitzava amb els rojos, i per exemple, es va permetre que el portaveu del partit, Työkansa, publicat a Tampere, continués publicant-se tot i que els diaris burgesos estaven tancats. Durant el mateix any, va canviar el seu nom a Partit dels Treballadors Cristians (Kristillinen työväenpuolue).
Després que acabés la guerra, el juny de 1918, en un congrés celebrat a Lahti, Kaarne va ser destituït per les seves simpaties als comunistes i també se li va ordenar que abandonés totes les altres activitats del moviment. Posteriorment, el partit va guanyar dos escons el 1919 però no es va presentar a les següents protestant contra la llei electoral que considerava que discriminava els partits petits. El 1922, el KrTL va abandonar les activitats del partit, moment en què els seus polítics més destacats van passar als socialdemòcrates.

## Resultats electorals
| Any  | Líder          | Vots                 | %                    | Escons               | +/–                  | Pos.                 | Govern               |
| ---- | -------------- | -------------------- | -------------------- | -------------------- | -------------------- | -------------------- | -------------------- |
| 1907 | Antti Kaarne   | 13,790               | 1.55                 | 2 / 200              | Nou                  | 6è                   | Oposició             |
| 1908 | Antti Kaarne   | 18,848               | 2.33                 | 2 / 200              | =                    | = 6è                 | Oposició             |
| 1909 | Antti Kaarne   | 23,259               | 2.75                 | 1 / 200              | 1                    | = 6è                 | Oposició             |
| 1910 | Antti Kaarne   | 17,344               | 2.19                 | 1 / 200              | =                    | = 6è                 | Oposició             |
| 1911 | Antti Kaarne   | 17,245               | 2.15                 | 1 / 200              | =                    | = 6è                 | Oposició             |
| 1913 | Antti Kaarne   | 12,850               | 1.77                 | 0 / 200              | 1                    | = 6è                 | Extraparlamentari    |
| 1916 | Antti Kaarne   | 14,626               | 1.84                 | 1 / 200              | 1                    | = 6è                 | Oposició             |
| 1917 | Antti Kaarne   | 15,489               | 1.56                 | 0 / 200              | 1                    | 5è                   | Extraparlamentari    |
| 1919 | Aali Äyräs     | 14,718               | 1.53                 | 2 / 200              | 2                    | 6è                   | Oposició             |
| 1922 | Antti Kettunen | No hi van participar | No hi van participar | No hi van participar | No hi van participar | No hi van participar | No hi van participar |

## Membres destacats

### President
- Antti Kaarne 1906–1918
- Aali Äyräs 1918–1920
- Antti Kettunen 1920–1922

### Diputats
- Kaarlo Heininen 1907–1908
- Matti Helenius-Seppälä 1908-1909, 1911-1914, 1917, 1919-1920
- Antti Kaarne 1908–1911
- Juho V. Kekkonen 1919–1922
- Matti Merivirta 1907–1908
- Oskari Vihantola 1909